# Isabelle Fantouri
Isabelle Fantouri est une série de bande dessinée écrite par Jacques Josselin puis Pégé et dessinée conjointement par André Juillard et Didier Convard. Ses douze épisodes ont été publiés de 1976 à 1980 dans l'hebdomadaire Djin.
Isabelle Fantouri est une médecin qui parcourt l'Afrique pour l'Organisation mondiale de la santé.